# Cầu Châu Giang
Cầu Châu Giang là một cây cầu bắc qua sông Châu Giang tại thành phố Phủ Lý, tỉnh Hà Nam, Việt Nam.
Cầu nằm trên tuyến đường Lê Công Thanh, nối liền hai phường Lương Khánh Thiện và Lam Hạ, góp phần kết nối trung tâm văn hóa kinh tế của thành phố với khu đô thị Bắc Châu Giang.
Cầu Châu Giang có thiết kế dạng vòm, dài 184,58 m, rộng 20,4 m, bề rộng mặt cầu phần xe chạy là 13 m. Công trình được khởi công xây dựng vào ngày 17 tháng 3 năm 2010 và thông xe kỹ thuật vào ngày 3 tháng 10 năm 2013.